# 되블링
되블링(독일어: Döbling)은 오스트리아 빈의 제 19구역이다.